# Ri (Familienname)
Ri ist ein koreanischer Familienname.

## Namensträger
- Paul Ri Moun-hi (1935–2021), südkoreanischer Geistlicher, Erzbischof von Daegu
- Mathias Ri Iong-hoon (* 1951), südkoreanischer Geistlicher, Bischof von Suwon
- Placidus Ri (1935–2006), koranischer Geistlicher und Benediktinerabt
- Simon Ri (1946–2016), koreanischer Geistlicher und Benediktinerabt
- Vincent Ri Pyung-ho (* 1941), südkoreanischer Geistlicher, Bischof von Jeonju
- Ri Chol-guk (* 1985), nordkoreanischer Tischtennisspieler
- Ri Chol-min (* 1980), nordkoreanischer Eishockeyspieler
- Ri Chol-myong (* 1988), nordkoreanischer Fußballspieler
- Ri Chun-hee (* 1943), nordkoreanische Nachrichtensprecherin
- Ri Chun-ok (* 1947), nordkoreanische Volleyballspielerin
- Ri Hak (* 2002), nordkoreanische Fußballspielerin
- Ri Han-jae (* 1982), nordkoreanischer Fußballspieler
- Ri Ho-jun (* 1946), nordkoreanischer Sportschütze
- Ri Hung-ryong (* 1988), nordkoreanischer Fußballspieler
- Ri Hyang-ok (* 1977), nordkoreanische Fußballspielerin und -schiedsrichterin
- Ri Hye-gyong (* 1999), nordkoreanische Fußballspielerin
- Ri Hyok-chol (Fußballspieler) (* 1985), nordkoreanischer Fußballspieler
- Ri Hyok-chol (Eishockeyspieler) (* 1992), nordkoreanischer Eishockeyspieler
- Ri Hyun-ju (* 1996), nordkoreanischer Wasserspringer
- Ri Jong-hui (Ruderer) (* 1953), nordkoreanischer Ruderer
- Ri Jong-hui (Fußballspielerin) (* 1975), nordkoreanische Fußballtorhüterin
- Ri Jong-hwa (* 1990), nordkoreanische Gewichtheberin
- Ri Jong-ok (1916–1999), nordkoreanischer Politiker
- Ri Jong-sik (* 2000), nordkoreanischer Tischtennisspieler
- Ri Jun-il (* 1987), nordkoreanischer Fußballspieler
- Ri Kaisei (1935–2025), japanischer Schriftsteller
- Ri Kang-bom (* 1993), nordkoreanischer Leichtathlet
- Ri Kum-hyang (* 2001), nordkoreanische Fußballspielerin
- Ri Kum-song (* 1988), nordkoreanischer Eishockeyspieler
- Ri Kum-suk (* 1978), nordkoreanische Fußballspielerin
- Ri Kŭn-mo (* 1926), nordkoreanischer Politiker
- Ri Kwang-chon (* 1985), nordkoreanischer Fußballspieler
- Ri Kwang-hyok (* 1987), nordkoreanischer Fußballspieler
- Ri Kwang-il (* 1988), nordkoreanischer Fußballtorhüter
- Ri Kwang-song (* 1990), nordkoreanischer Eishockeyspieler
- Ri Mi-gyong (* 1990), nordkoreanische Tischtennisspielerin
- Ri Myong-chol, nordkoreanischer Politiker und Abgeordneter der Obersten Volksversammlung
- Ri Myong-dok (* 1984), nordkoreanischer Fußballtorhüter
- Ri Myong-guk (* 1986), nordkoreanischer Fußballtorhüter
- Ri Myong-gum (* 2003), nordkoreanische Fußballspielerin
- Ri Myong-hui, nordkoreanischer Basketballspieler
- Ri Myong-sam (* 1974), nordkoreanischer Fußballspieler
- Ri Myong-su (* 1934 oder 1938), nordkoreanischer Politiker und General
- Ri Myong-sun (* 1992), nordkoreanische Tischtennisspielerin
- Ri Ok-rim (* 1978), nordkoreanische Wasserspringerin
- Ri Pae-hun (* 1985), nordkoreanischer Fußballspieler
- Ri Pom (* 1995), nordkoreanische Eishockeytorhüterin
- Ri Pong-il (* 1988), nordkoreanischer Eishockeyspieler
- Ri Pyong-sam, nordkoreanischer Politiker und Militär
- Ri Se-gwang (Turner) (* 1985), nordkoreanischer Turner
- Ri Se-gwang (Eishockeyspieler) (* 1988), nordkoreanischer Eishockeyspieler
- Ri Sol-ju (* um 1989), Ehefrau von Kim Jong-un
- Ri Son-gwon, nordkoreanischer Politiker und Diplomat
- Ri Song-chol (Eishockeyspieler, Januar 1982) (* 1982), nordkoreanischer Eishockeytorwart
- Ri Song-chol (Eishockeyspieler, September 1982) (* 1982), nordkoreanischer Eishockeyspieler
- Ri Song-chol (Eiskunstläufer) (* 1986), nordkoreanischer Eiskunstläufer und Politiker
- Ri Song-hui (* 1978), nordkoreanische Gewichtheberin
- Ri Song-gum (* 1997), nordkoreanischer Gewichtheber
- Ri Song-suk, nordkoreanische Tischtennisspielerin
- Ri Su-jong (* 2002), nordkoreanische Fußballspielerin
- Ri Su-yong (* 1940), nordkoreanischer Diplomat und Politiker
- Ri Sun-il (* 1985), nordkoreanischer Eishockeyspieler
- Ri Sung-gi (1905–1996), nordkoreanischer Chemiker
- Ri Sung-ryool (* 1942), nordkoreanischer Eisschnellläufer
- Ri Tae-nam (1938–2013), nordkoreanischer Politiker
- Ri Thae-ha (* 2003), nordkoreanischer Fußballspieler
- Ri Tu-ik (1921–2002), nordkoreanischer Politiker und Vizemarschall
- Ri Tuk-nam, nordkoreanischer Politiker
- Ri Ul-sol (1921–2015), nordkoreanischer Politiker und Marschall
- Ri Un-gyong (* 1980), nordkoreanische Fußballspielerin
- Ri Un-hyang (* 1988), nordkoreanische Fußballspielerin
- Ri Un-suk (* 1986), nordkoreanische Fußballspielerin
- Ri Won-il (* 1989), nordkoreanischer Fußballschiedsrichter
- Ri Ye-gyong (* 1989), nordkoreanische Fußballspielerin
- Ri Yong-gil (* 1952), nordkoreanischer General und Politiker
- Ri Yong-gwang (* 1982), nordkoreanischer Fußballspieler
- Ri Yong-ha († 2013), nordkoreanischer Parteifunktionär
- Ri Yong-ho (General) (* 1942), nordkoreanischer General, Generalstabschef der nordkoreanischen Armee
- Ri Yong-ho (Politiker) (* 1954), nordkoreanischer Politiker, Außenminister Nordkoreas von 2016 bis 2020
- Ri Yong-jik (* 1991), nordkoreanischer Fußballspieler
- Ri Yong-mu (1925–2022), nordkoreanischer Politiker und Vizemarschall
- Ri Yong-sam (* 1972), nordkoreanischer Ringer